# Косырин, Александр Михайлович
Алекса́ндр Миха́йлович Косы́рин (укр. Олександр Михайлович Косирін; 18 июня 1977, Запорожье, Украинская ССР, СССР) — украинский футболист, нападающий.

## Биография
Воспитанник ДЮСШ «Торпедо» (Запорожье). Начинал карьеру во Второй лиге в команде «Виктор».
В 18 лет дебютировал в Высшей лиге за «Торпедо» (Запорожье), однако за 21 игру не забил ни одного мяча. Тем не менее, замечен селекционерами «Динамо» (Киев), куда и был приглашён в начале 1997 года.
Однако из-за сильной конкуренции в основном составе практически не появлялся, выступал преимущественно за команду «Динамо-2». В 1999 году на правах аренды приглашён в «Черкассы», где забил 11 голов в 18 играх, а клуб занял 4-е место в Первой лиге.
В начале 2000 года арендован «Маккаби» (Тель-Авив). Вместе с клубом удалось подняться на 5-е место (с 7-го), а сам Косырин отметился 4 голами.
Выступать за рубежом более не хотел, поэтому вернувшись на родину, перешёл в ЦСКА (Киев). С 2002 года по 2005 год успешно играл за «Черноморец» (Одесса) — в 86 играх забил 44 мяча. Был лучшим бомбардиром чемпионата Украины 2004/05 с 14 мячами.
С 2005 года по 2008 год играл за «Металлург» (Донецк). С 2008 по 2010 год в снова играл за «Черноморец». В 2010 году принял решение завершить карьеру, но затем подписал контракт с овидиопольским «Днестром».
С июля по конец 2011 года выступал за ФК Одесса созданный в 2011 году на базе овидиопольского «Днестра». С января 2012 года выступает за ужгородский клуб «Говерла-Закарпатье».
Стал лучшим бомбардиром Первой лиги в сезоне 2011/12, забив 19 голов. Пока что он является единственным футболистом, становившимся лучшим бомбардиром и высшей и первой украинских лиг.
Образование высшее. Окончил Киевский институт физического воспитания (2001).
В июне 2013 года решил завершить карьеру игрока.

### Выступления за сборные
В молодёжной сборной Украины провёл 6 матчей, 4 гола.
Выступал за сборную Украины. Дебютировал 10 октября 2003 года в матче с Македонией (0:0). Всего провёл 7 матчей.

## Достижения

### Командные
- Чемпион Украины (2): 1997/98, 1999/00
- Обладатель кубка Украины: 1997/98
- Бронзовый призёр чемпионата Украины: 2005/06
- Победитель первенства Украины в Первой лиге: 2011/12

### Личные
- Лучший бомбардир чемпионата Украины: 2004/05
- Лучший бомбардир Первой лиги Украины: 2011/12
- В списках лучших футболистов Украины[укр.] (4): № 2 — 2003, 2004; № 3 — 2005, 2008
- Член символического Клуба бомбардиров имени «Олега Блохина» — забил 103 мяча в официальных матчах на высшем уровне[5].
- Член символического Клуба бомбардиров имени «Вадима Плотникова» — забил 71 мяч в чемпионатах Украины среди клубов Первой лиги[6].

## Интересные факты
Александр Косырин автор самого быстрого гола в чемпионатах Высшей лиги Украины. 1 марта 2005 года в матче 16-го тура между «Черноморцем» и «Металлистом» (2:1) Косырин отличился спустя 8,9 секунды после начала поединка.
Косырин является единственным футболистом в чемпионатах Украины становившийся лучшим бомбардиром в двух лигах в высшей и в первой.

## Семья
Жена Ольга, вместе воспитывают сына Елисея.